# 한나 맨치니
한나 만치니(Hannah Mancini)는 슬로베니아의 가수이다. 그녀는 슬로베니아 일렉트로닉, 댄스 음악에서 큰 역할을 하고 있으며, 슬로베니아의 유명 가수들과 함께 작업하기도 하였다. 한나는 디즈니 영화의 OST를 작업하기도 했으며, 그래미 우승 작곡가이기도 한 래리 클라인과 작업하기도 하였다. 그녀는 Radio City Music Hall, The Tonight Show with Jay Leno에 출연하기도 하였다. 슬로베니아어, 영어에 모두 능통하다. 그녀는 슬로베니아의 유명 밴드인 XEQUTIFZ의 리드 보컬을 4년간 해왔고, 슬로베니아에서 3개의 곡을 히트 시켰다. XEQUTIFZ의 보컬을 하면서 슬로베니아어와 영어, 두 가지 버전으로 녹음하였다. 그녀는 결혼하였으며, 딸 1명을 두고 있다. 이름은 Astrid이다.

## 유로비전 송 콘테스트
2011년, 유로비전 송 콘테스트 2011 을 참가하기 위해 자국의 오디션 EMA에 Ti si Tisti(You're the One)이란 곡으로 참가하였지만 떨어졌다. 하지만 2013년, 말뫼에서 열린 유로비전 송 콘테스트 2013에 Straight into Love이라는 곡으로 참가하였다. 결승에 진출하진 못하였지만, 유럽 내에서 히트를 치고 여러 DJ들에게 의해 리믹스를 받기도 하였다.